# 부오나비타콜로
부오나비타콜로(이탈리아어: Buonabitacolo)는 이탈리아 캄파니아주 살레르노도에 위치한 코무네다.

## 같이 보기
- 발로 디 디아노